# Angie Martinez

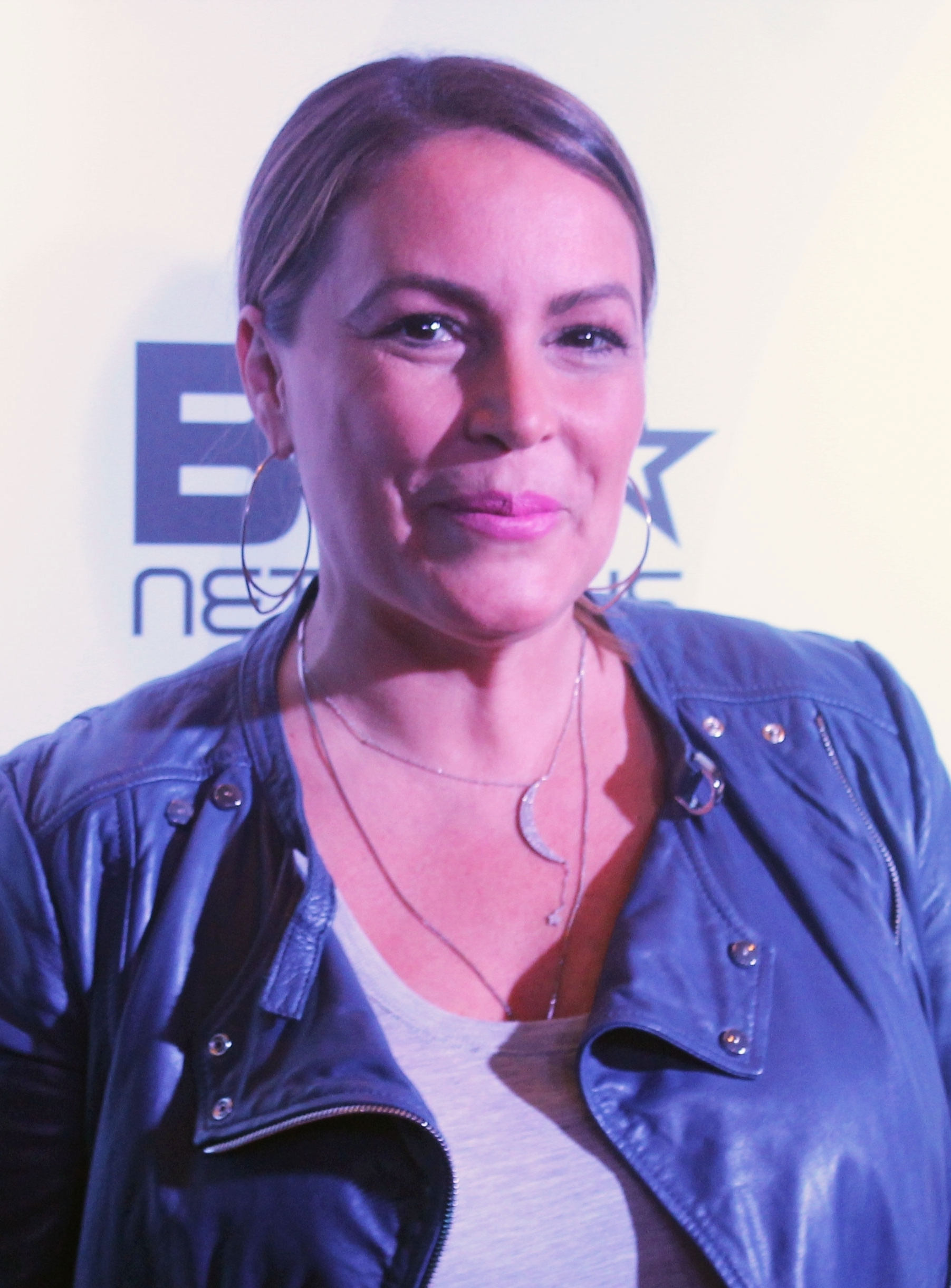
Angie Martinez (2015)

Angela „Angie“ Martinez (* 9. Januar 1971 in Brooklyn, New York City) ist eine amerikanische TV- und Radiomoderatorin und ehemalige Rapperin.

## Karriere als Musikerin
Nach verschiedenen Jobs in Callcentern, als Kurierfahrerin oder beim Partyservice sowie als Radiomoderatorin beim New Yorker Hip-Hop-Sender Hot 97 ermutigte der Funkmaster Flex Angie Martinez, es als Rapperin zu versuchen.
1996 war Martinez im Song Heartbeat von KRS-One, kurz danach in Not Tonight von Lil’ Kim zu hören. Not Tonight erreichte Platz 6 der Billboard Hot 100 und Platz 3 der US-R&B-Charts. Die Single erhielt Platin für über eine Mio. verkaufte Tonträger.
In der Folge war Martinez an weiteren Produktionen beteiligt, wie beispielsweise Christmas in the City mit Mary J. Blige, Freak Out mit Terror Squad, Oh No (Remix) mit N.O.R.E., Tell Me (Remix) mit Beenie Man oder Guilty Until Proven Innocent mit R. Kelly, sowie auf Mixtapes mit Funkmaster Flex & Big Kap, Kid Capri, DJ Clue und DJ Kayslay.
2001 erschien Martinez’ erstes Album Up Close and Personal, auf dem bekannte Musiker wie Mary J. Blige (Breathe), Wyclef Jean (Coast 2 Coast), Busta Rhymes (Gutter 2 the Fancy Ish), Snoop Dogg, Pharrell Williams, Jay-Z, Fat Joe, Cuban Link, Prodigy, Kool G Rap und Q-Tip beteiligt waren.
2002 erschien ihr zweites Album Animal House, das mit If I Could Go! und Take You Home (feat. Kelis) zwei Hits enthielt.

## Karriere als Model
Angie Martinez wurde häufig als Model für Streetwear, Hip-Hop-Bekleidung, Sneaker etc. engagiert, unter anderem für Kampagnen von Ecko by Marc Ecko, RED, IceBerg, Mercedes-Benz und Lucky Magazine sowie zusammen mit Missy Elliott für Adidas.

## Diskografie

### Studioalben
| Jahr | Titel                 | Höchstplatzierung, Gesamtwochen, AuszeichnungChartplatzierungen (Jahr, Titel, Platzierungen, Wochen, Auszeichnungen, Anmerkungen) | Höchstplatzierung, Gesamtwochen, AuszeichnungChartplatzierungen (Jahr, Titel, Platzierungen, Wochen, Auszeichnungen, Anmerkungen) | Anmerkungen                                                                        |
| Jahr | Titel                 | US | R&B | Anmerkungen                                                                        |
| ---- | --------------------- | --- | --- | ---------------------------------------------------------------------------------- |
| 2001 | Up Close and Personal | US32 (11 Wo.)US | R&B7 (15 Wo.)R&B | Erstveröffentlichung: 17. April 2001 Produzent: Salaam Remi                        |
| 2002 | Animal House          | US11 (9 Wo.)US | R&B6 (12 Wo.)R&B | Erstveröffentlichung: 20. August 2002 Produzenten: Angie Martinez, Mayhem, Sacario |

### Singles
| Jahr | Titel Album                         | Höchstplatzierung, Gesamtwochen, AuszeichnungChartplatzierungen (Jahr, Titel, Album, Platzierungen, Wochen, Auszeichnungen, Anmerkungen) | Höchstplatzierung, Gesamtwochen, AuszeichnungChartplatzierungen (Jahr, Titel, Album, Platzierungen, Wochen, Auszeichnungen, Anmerkungen) | Höchstplatzierung, Gesamtwochen, AuszeichnungChartplatzierungen (Jahr, Titel, Album, Platzierungen, Wochen, Auszeichnungen, Anmerkungen) | Höchstplatzierung, Gesamtwochen, AuszeichnungChartplatzierungen (Jahr, Titel, Album, Platzierungen, Wochen, Auszeichnungen, Anmerkungen) | Anmerkungen |
| Jahr | Titel Album                         | DE | UK | US | R&B | Anmerkungen |
| ---- | ----------------------------------- | --- | --- | --- | --- | --- |
| 1997 | Not Tonight Hard Core               | DE99 (1 Wo.)DE | UK11 (5 Wo.)UK | US6 Platin · (21 Wo.)US | R&B3 (30 Wo.)R&B | Erstveröffentlichung: 24. Juni 1997 Lil’ Kim feat. Da Brat, Left Eye, Missy Elliott und Angie Martinez; vom Soundtrack des Films Nothing to Lose; inkl. Samples aus Kool & the Gangs Ladies Night Autoren: Kimberly Jones, Shawntae Harris, Left Eye, Missy Elliott, Angie Martinez, Meekaaeel Muhammad, |
| 1997 | Heartbeat I Got Next                | — | UK66 (1 Wo.)UK | — | — | Erstveröffentlichung: 21. Juli 1997 KRS-One feat. Angie Martinez und Redman; inkl. Samples aus Public Enemys Bring the Noise Autoren: Reggie Noble, Lamar Hill, Moe Dewese, Lawrence Krisna Parker, Bobby Robinson, Kevin Keaton                                                                         |
| 1998 | Tell Me The Doctor                  | — | — | — | R&B82 (5 Wo.)R&B | Erstveröffentlichung: November 1998 Beenie Man feat. Angie Martinez Autoren: Wycliffe Johnson, Clevie Browne, Moses Davis |
| 2000 | Mi amor Up Close and Personal       | — | — | — | R&B51 (14 Wo.)R&B | Erstveröffentlichung: November 2000 feat. Jay-Z Autoren: Angie Martinez, Shawn Carter, Dana Stinson |
| 2001 | Dem Thangs Up Close and Personal    | — | — | — | R&B80 (10 Wo.)R&B | Erstveröffentlichung: Februar 2001 feat. Q-Tip; Produzenten: The Neptunes Autoren: Angie Martinez, Chad Hugo, Pharrell Williams |
| 2001 | Coast 2 Coast Up Close and Personal | DE61 (4 Wo.)DE | — | — | — | Erstveröffentlichung: August 2001 feat. Wyclef Jean Autoren: Angie Martinez, Wyclef Jean, Elvis Crespo; basiert auf Elvis Crespos Suavemente, 1998 |
| 2002 | If I Could Go! Animal House         | DE47 (7 Wo.)DE | UK61 (1 Wo.)UK | US15 (26 Wo.)US | R&B26 (22 Wo.)R&B | Erstveröffentlichung: Mai 2002 feat. Lil’ Mo und Sacario Autoren: Angie Martinez, Cynthia Loving, Jamar Austin |
| 2002 | Take You Home Animal House          | — | — | US85 (5 Wo.)US | R&B62 (17 Wo.)R&B | Erstveröffentlichung: November 2002 feat. Kelis Autoren: Angie Martinez, Andre Lyon, Marcello Valenzano, Kelis Rogers |

Weitere Singles
- 2001: Live at Jimmy’s
- 2002: Live Big (Remix) (Sacario feat. Angie Martinez & Fat Joe)
- 2003: One Night Stand (Simon Vegas & Nate Dogg feat. Angie Martinez & Illo ’77)